# Дунгер, Вольфрам Готфрид
Вольфрам Готфрид Дунгер (нем. Wolfram Gottfried Dunger; 9 октября 1929, Циттау, Бауцен — 24 января 2019, Гёрлиц) — немецкий учёный-энтомолог, почвенный зоолог, возглавлял Государственный музей естествознания в Гёрлице (1959—1995).

## Биография
Родился 9 октября 1929 года в городе Циттау.
Изучал биологию и почвоведение в Лейпцигском университете.
С 1953 по 1958 год работал научным ассистентом и куратором в Зоологическом институте и музее университета им. Карла Маркса в Лейпциге.
В 1958 году перешёл в библиографический институт Лейпцига в качестве научного редактора.
Защитил диссертацию на тему «О разложении опавших листьев почвенной макрофауной в пойменном лесу».
В 1959 году стал директором Государственного музея естествознания Гёрлица. Пригласил почвенных зоологов и сделал научный центр.
В 1968 году защитил диссертацию на тему «Развитие почвенной фауны на рекультивированных свалках и местах добычи лигнита: диагностика почв» в техническом университете Дрездена, а затем преподавал специальную зоологию в университете Гумбольдта в Берлине.
В 1990 году был почётным профессором экологии в Лейпцигском университете.
Был соучредителем Международного симпозиума по энтомофауистике в Центральной Европе, а также инициатором, соучредителем и председателем Общества естественных исследований Верхней Лужицы.
Он является одним из самых известных немецких почвенных зоологов. Его книга Tiere im boden (Жизнь в почве) выдержала три переиздания.
Скончался 24 января 2019 года в Гёрлице, Германия.

## Награды и звания
- 1999 — почётный гражданин города Гёрлиц.